# Azerbejdżan na Zimowych Igrzyskach Olimpijskich 2014
Azerbejdżan na Zimowych Igrzyskach Olimpijskich 2014 – kadra sportowców reprezentujących Azerbejdżan na igrzyskach w 2014 roku w Soczi. Kadra liczyła 4 sportowców.
Chorążym ekipy podczas ceremonii otwarcia był Fuad Quliyev, wiceprezes azerskiej federacji łyżwiarstwa figurowego (Azərbaycan Fiqurlu Konkisürmə Federasiyasının).

## Skład reprezentacji

### Łyżwiarstwo figurowe
- Julija Złobina
- Aleksiej Sitnikow

| Konkurencja   | Zawodnicy                        | Program krótki | Program krótki | Program dowolny | Program dowolny | W sumie | W sumie |
| Konkurencja   | Zawodnicy                        | Punkty         | Miejsce        | Punkty          | Miejsce         | Punkty  | Miejsce |
| ------------- | -------------------------------- | -------------- | -------------- | --------------- | --------------- | ------- | ------- |
| Pary taneczne | Julija Złobina Aleksiej Sitnikow | 58.15          | 14. Q          | 90.48           | 11.             | 148.63  | 12.     |

### Narciarstwo alpejskie

#### Kobiety
- Gaia Bassani Antivari

| Konkurencja | Zawodniczka           | Zjazd 1. | Zjazd 1. | Zjazd 2. | Zjazd 2. | Suma | Miejsce |
| Konkurencja | Zawodniczka           | Czas     | Miejsce  | Czas     | Miejsce  | Suma | Miejsce |
| ----------- | --------------------- | -------- | -------- | -------- | -------- | ---- | ------- |
| Slalom      | Gaia Bassani Antivari | DNS      | DNS      | DNS      | DNS      | DNS  | DNS     |

#### Mężczyźni
- Patrick Brachner

| Konkurencja   | Zawodnik         | Zjazd 1. | Zjazd 1. | Zjazd 2. | Zjazd 2. | Suma    | Miejsce |
| Konkurencja   | Zawodnik         | Czas     | Miejsce  | Czas     | Miejsce  | Suma    | Miejsce |
| ------------- | ---------------- | -------- | -------- | -------- | -------- | ------- | ------- |
| Slalom gigant | Patrick Brachner | 1:31.32  | 60.      | 1:32.31  | 53.      | 3:03.63 | 53.     |
| Slalom        | Patrick Brachner | DNF      | DNF      | DNF      | DNF      | DNF     | DNF     |